# 5559 Beategordon
5559 Beategordon è un asteroide della fascia principale. Scoperto nel 1990, presenta un'orbita caratterizzata da un semiasse maggiore pari a 2,3853775 au e da un'eccentricità di 0,2298043, inclinata di 11,31492° rispetto all'eclittica.